# كانغ هيون-سو
كانغ هيون-سو (هانغل: 강현수) هو لاعب كرة قدم كوري شمالي في مركز الوسط، ولد في 16 يونيو 1984 في أوساكا في اليابان. لعب مع نادي كيوتو سانغا.

## وصلات خارجية
- كانغ هيون-سو على موقع رابطة كرة القدم اليابانية للمحترفين (اليابانية)
- كانغ هيون-سو على موقع Soccerway.com (الإنجليزية)